# Шипібо-конібо
Шипібо-конібо — індіанське плем'я, по суті являє собою союз племен. Говорять на мові шипібо-конібо. Шипібо-конібо проживають в амазонській сельві на території сучасного Перу. За даними перепису 1998 року чисельність становить приблизно 30 000 чоловік, без урахування населення, що переїхало до міст. Основні заняття — землеробство та рибальство, виготовлення пива, обслуговування поставок по річкам. Плем'я відоме серед інших індіанських племен власними шаманами, з них вийшов відомий перуанський художник Пабло Амарінго. Про шаманізм шипібо-конібо дослідник Ян Кунен зняв фільм «Інші світи».

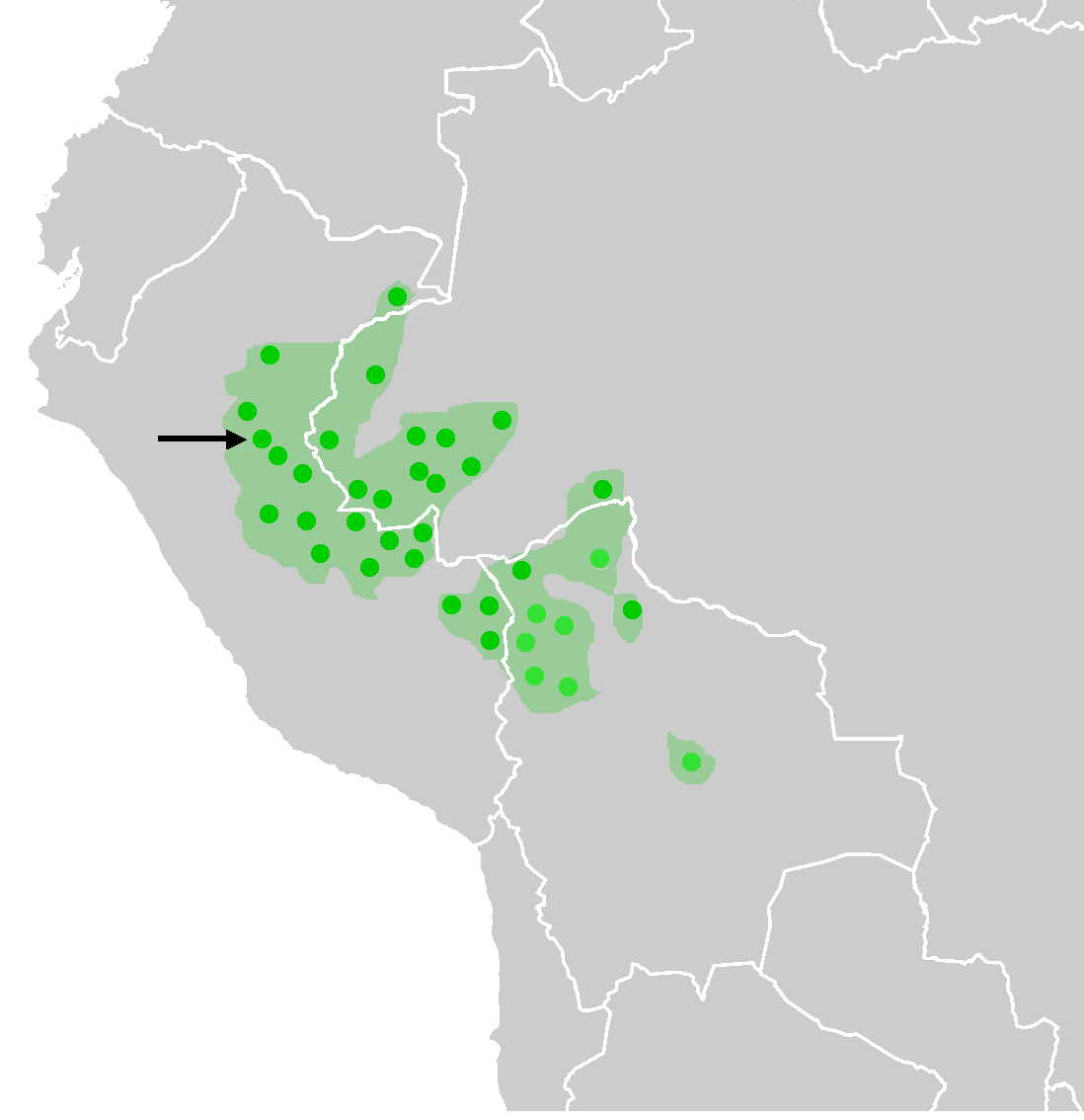
мова шипібо (стрілочка) та інші пано-такананські мови (інші зелені крапки)

## Історія
Предки конібо прийшли на Укаялі у VIII столітті, судячи зі всього, з Амазонки, піднімаючись вгору за течією, та витіснили предків шипібо на притоки. В подальшому на основі цих двох племен склався єдиний племенний союз. Шипібо традиційно вели примітивне господарство, у конібо була складніша соціальна організація, найбільші поселення (протоміста) з населенням до тисячі чоловік, розвинене мистецтво та значні астрономічні знання. Вони володіли гончарною справою та основами судобудівництва (човни-однодеревки (довбанки).
В XVI-XVIII століттях як наслідок метисації шипібо та конібо всередині племені утворився інший етнос чама, який належить до групи пано та проживає зараз на берегах Укаялі, та нараховує на 1982 рік оцінково 15 000 осіб.

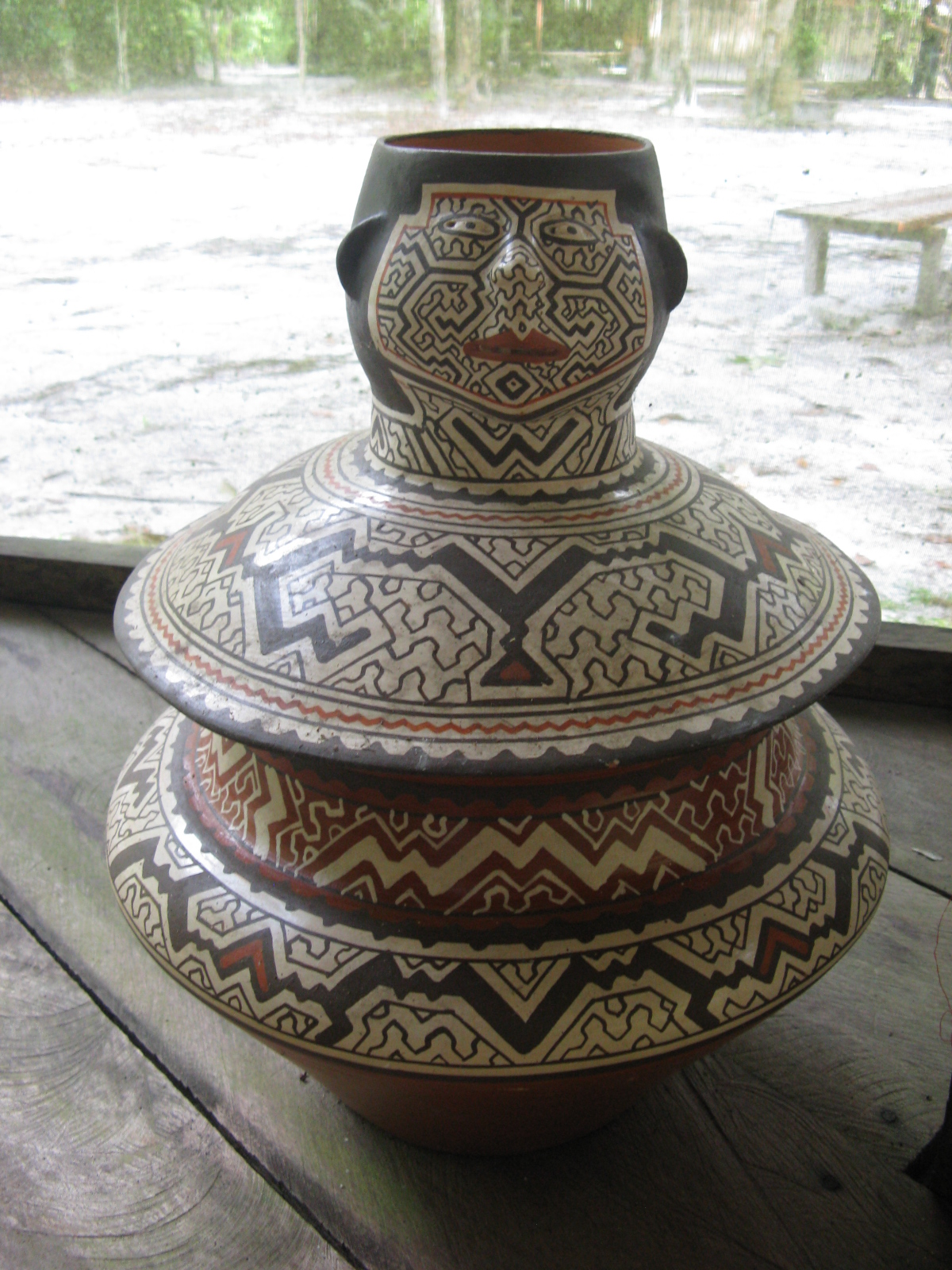
Народна творчість племені шипібо-конібо

## Міфологія
В язичницькій міфології конібо важливе місце займає сюжет про Пернатого Змія (Кетцалькоатль) та віру в подвійність душі (в кожній людині сидить дракон), в той час як у шипібо центральне місце займає легенда про всесвітній потоп. Згідно з деякими дослідженнями, шипібо вважають, що на початку світ був єдиним, але первинний бог «Батько Сонце», побачивши, що його діти неслухняні, покарав їх потопом, в ході якого вдалось врятуватись тільки шипібо. Після цього світ був розділений на чотири частини:
- Світ вод — Хене Нете, де знаходиться бог-охоронець
- тваринний світ — Нон Нете, де знаходяться тварини, які поїдають шипібо, різноманітні рослини, дерева, мінерали, птахи та всіх живих істот
- жовтий світ — Пансін Нете, світ гріхів та дурного духу
- Прекрасний простір, де знаходиться Сонце, — Хакон Нете — світ, в якому перебувають після смерті душі, які за життя жили за правилами.

Якщо чоловік поводився за життя недостойно, він перетворюється в ягуара чи каймана, а якщо жінка була невірною, вона становиться опосумом чи броненосцем.